# Sparattanthelium
A Sparattanthelium a babérvirágúak (Laurales) rendjébe, ezen belül a Hernandiaceae családjába tartozó nemzetség.

## Előfordulásuk
A Sparattanthelium-fajok előfordulási területe Mexikó déli részétől Dél-Amerika északi feléig tart. Közép-Brazília a legdélebbi határuk.

## Rendszerezés
A nemzetségbe az alábbi 11 faj tartozik:
- Sparattanthelium acreanum Pilg.
- Sparattanthelium amazonum Mart.
- Sparattanthelium aruakorum Tutin
- Sparattanthelium borororum Mart.
- Sparattanthelium botocudorum Mart.
- Sparattanthelium burchellii Rusby
- Sparattanthelium glabrum Rusby
- Sparattanthelium guianense Sandwith
- Sparattanthelium tarapotanum Meisn.
- Sparattanthelium tupiniquinorum Mart. - típusfaj
- Sparattanthelium wonotoboense Kosterm.